# Liza Kos
Liza Kos (* 26. Mai 1981 in Moskau, Russische SFSR, Sowjetunion; bürgerlich Jelisaweta Kostyuk) ist eine russisch-deutsche Komikerin, Kabarettistin und Songwriterin. In ihrem Programm erzählt sie über ihre Integration in Deutschland.

## Leben und Karriere
Liza Kos wurde 1981 als Tochter des russischen Musikpädagogen, Kirchenmusikers und Komponisten Yury Kostyuk und der Physik- und Englischlehrerin Natalia Kostyuk (geb. Siwkow) in Moskau geboren. 1996 zog sie mit ihren Eltern und ihrem Bruder als Kontingentflüchtling nach Deutschland. 2010 schloss sie eine Ausbildung als Gestaltungstechnische Assistentin ab.
Seit 2000 lebt Kos in Aachen und hat einen Sohn.
2011 begann Kos als Singer-Songwriterin unter dem Namen „LIZUSHA“ aufzutreten. Im Programm waren sowohl ernste als auch lustige Lieder enthalten. Nach mehreren Auftritten auf Comedybühnen beschloss sie, mit ernster Musik aufzuhören, und widmete sich nur noch der Comedy bzw. Musikcomedy unter dem Künstlernamen „Liza Kos“. Im Mai 2015 spielte sie die Premiere ihres ersten Comedy-Soloprogramms Was glaub' ich, wer ich bin?!. Es folgten Auftritte bei NightWash (Internetaufzeichnung), bei Ladies Night (ARD) und weitere TV-Auftritte. Seit August 2016 moderiert sie ihre eigene monatliche Live-Comedy-Show KurArt – Comedy & Kabarett in Aachen.
Neben der Comedy tritt Kos seit April 2017 wieder als Singer-Songwriterin mit lyrischen Songs unter dem Namen „ALIZA“ auf und arbeitet darüber hinaus als Aussprachetrainerin.

## Programme
- 2015: Was glaub' ich, wer ich bin?!
- 2022: Intrigation – Russischer Döner mit Kartoffelsalat

## Diskografie
- 2012: als „LIZUSHA“: Schnee im Herzen
- 2015: als „Liza Kos“: Alles Liebe nachtragend!

## Auszeichnungen
- 2016: Kleinkunstpreis Ostfriesland in Leer
- 2018: Paulaner Solo+, 2. Platz und Publikumspreis in Fürstenfeldbruck
- 2020: Gewinnerin des Kabarettpreises und Publikumspreises KIEP 2020